# Церква святого Андрія (Львів, Клепарів)
Церква святого Андрія — чинний храм Української греко-католицької церкви у Львові.

## Розташування
Церква святого Андрія розташована у місцевості Клепарів, на вулиці Варшавській, 38.

## Історія
Греко-католики Львова протягом тривалого часу не мали власної церкви і належали до парафії при віддаленій церкві Параскеви П'ятниці. На початку XX століття було досягнуто домовленості з місцевими римо-католиками про будівництво спільного храму для почергових відправ. 1908 року спільний храм Матері Божої Вервичкової освячено, але греко-католиків до нього не допущено. Громадою прийнято рішення збудувати власну церкву. Збір коштів розпочато 1910 року, але перервано через початок першої світової війни. Будівництво за проєктом Сергія Тимошенка розпочато лише 1926 року і тривало до 1932 року. Церковні хрести та дзвін освятив львівський єпископ Іван Бучко. В інтер'єрі розміщено п'ятирядний іконостас, написаний Антоном Манастирським. 16 листопада 1936 року храм освячено. Через кілька років Клепарів було виділено в окрему парафію.
У церкві зберігається писана копія «Милятинського Спаса» датована XIX століттям.

## Світлини

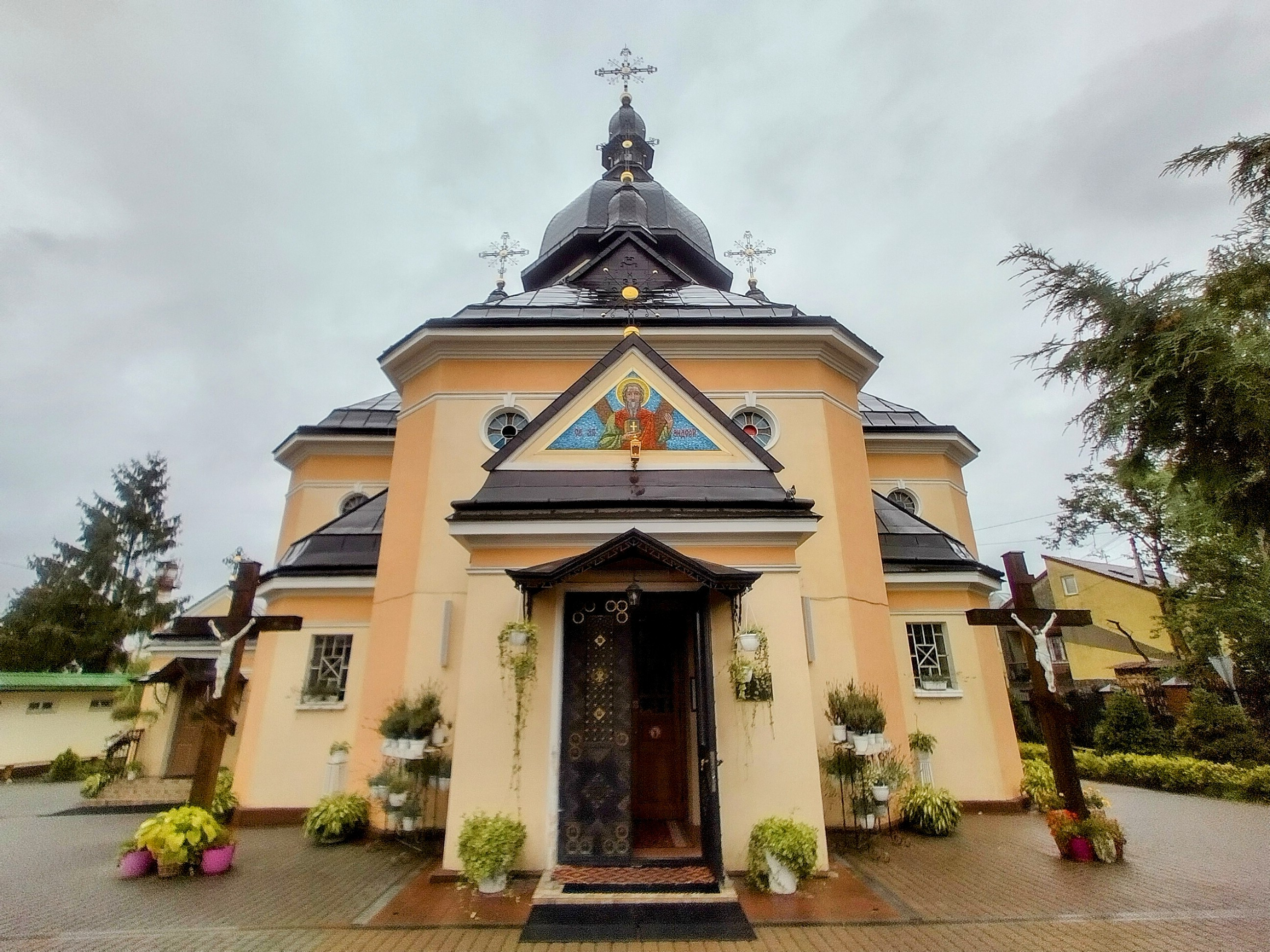
Головний фасад
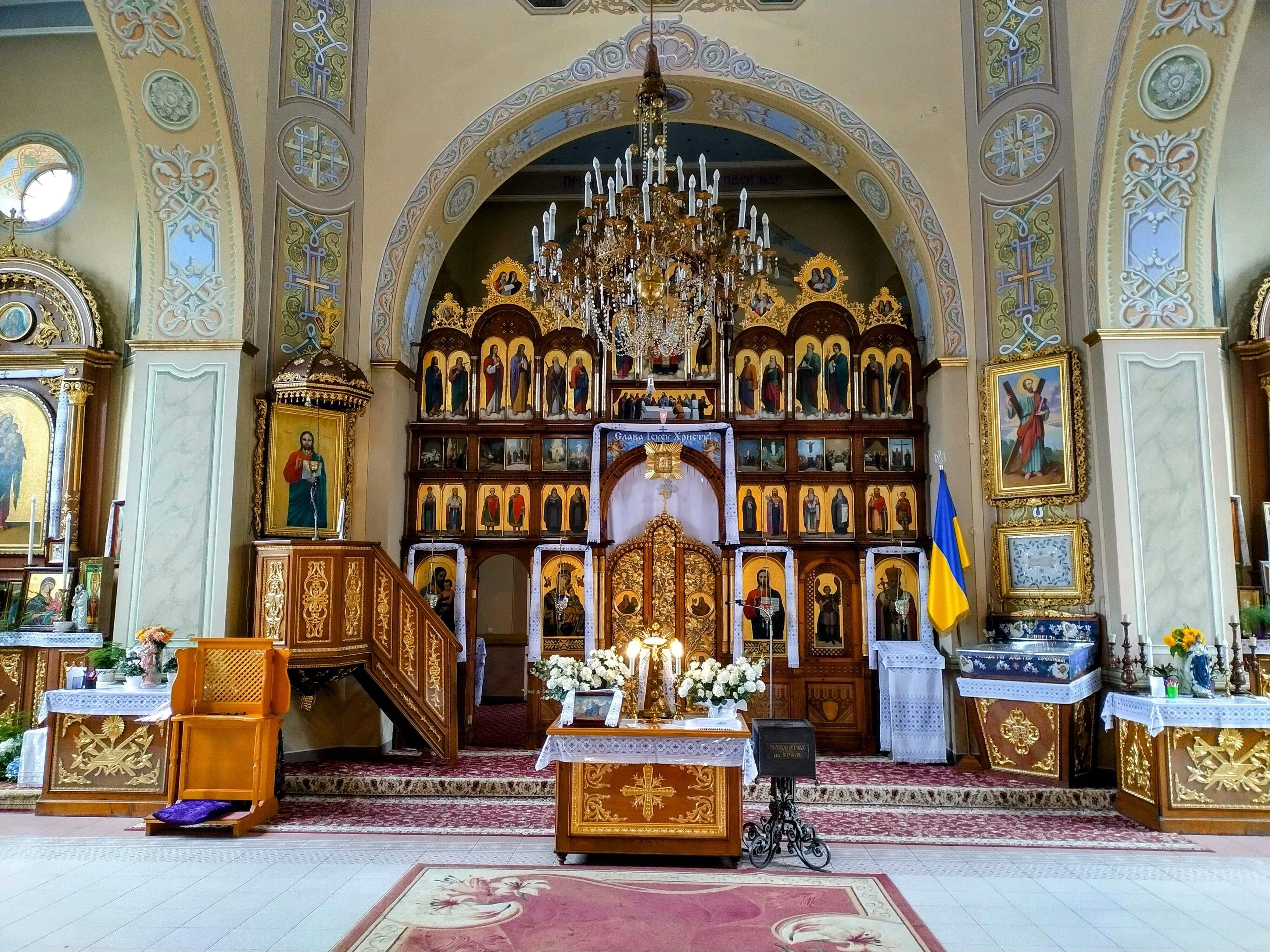
Іконостас